# Новая Ерыкла
Новая Ерыкла — опустевшее село в Тереньгульском районе Ульяновской области в составе Красноборского сельского поселения.

## География
Находится на расстоянии примерно 26 километра по прямой на запад от районного центра поселка Тереньга.

## История
В 1913 году в селе был 221 двор, 1162 жителя.  
Существовала Казанская церковь. Священник Григорий Михайлович Державин (1897—1908).  
В 1930 году образовался колхоз "Борец".  
В поздний советский период работал совхоз «Красноборский». 

## Население
Население составляло 65 человека (русские 98%) в 2002 году, 0 по переписи 2010 года.

## Известные уроженцы
- Пашинов, Николай Васильевич - Герой Социалистического Труда (1966).